# Jean-Pierre Armand (acteur pornographique)
Pour les articles homonymes, voir Jean-Pierre Armand et Armand.
Jean-Pierre Armand est un acteur pornographique français, né le 6 août 1950 à Marseillan (Hérault).

## Biographie
Il approche le milieu de l'érotisme en 1969 en fréquentant les milieux libertins de sa région natale au Cap d'Agde, puis en se produisant dans des théâtres érotiques parisiens. Mais sa carrière d'acteur pornographique ne débute vraiment qu'en 1978 avec Une femme honnête de Michel Barny. Il est le lauréat du concours du plus bel athlète de France en 1970 et 1973. Il reste en activité jusqu'en 2005, soit pendant plus de trente ans de carrière. Le site de l'IMDB répertorie 243 films dans lesquels il a tourné.

## Filmographie

### Comme réalisateur
- 1995 : Germi-anal
- 1998 : Tintin chez les négros